# Karl Ameriks
Karl Peter Ameriks (geboren 5. November 1947 in München; gestorben 28. April 2025 in Mishawaka, Indiana) war ein US-amerikanischer Philosoph und emeritierter McMahon-Hank-Professor der University of Notre Dame. Er galt als ein führender Gelehrter der Philosophie Kants und des Deutschen Idealismus.

## Ausbildung und beruflicher Lebensweg
Ameriks studierte an der Yale University, Abschluss war ein A.B., summa cum laude (1969). Anschließend war er bis Ende 1970 zu Studien der idealistischen Philosophie von Hegel, Fichte und Schelling sowie ihrer Rezeption durch Martin Heidegger an der Universität Tübingen bei Dieter Jähnig eingeschrieben. Jähnig war – wie Ameriks Doktorvater Karsten Harries in Yale auch – Experte in der Philosophie der Kunst. Seinen Aufenthalt in Europa beendete Ameriks in Paris, wo er in den Museen die Theorie durch die Anschauung ergänzte.
Nach Yale zurückgekehrt, schrieb er seine Doktorarbeit bei Karsten Harries über das Thema: Cartesianism and Wittgenstein: The Legacy of Subjectivism in Contemporary Philosophy of Mind (1973). Danach lehrte er über 40 Jahre am Fachbereich Philosophie der University of Notre Dame.
Er wurde als einer der führenden Schüler und Interpreten der Philosophie Immanuel Kants angesehen. Seine umfangreichen Schriften haben die kontinentale Philosophie der Spätmoderne zum Inhalt. Ameriks war Mitherausgeber der Reihe der Cambridge Texts in the History of Philosophy. 2009 wurde er zum Fellow der American Academy of Arts and Sciences gewählt.

## Schriften (Auswahl)
- Kant’s Theory of Mind: An Analysis of the Paralogisms of Pure Reason. Clarendon Press, Oxford 1982, ISBN 0-19-824661-7 (Neuauflage 2000).
- mit Steve Naragon (Hrsg. und Übers.): Lectures on Metaphysics (= The Cambridge Edition of the Works of Immanuel Kant). Cambridge University Press, Cambridge 1997, ISBN 0-521-36012-9.
- Kant and the Fate of Aotonomy: Problems in the Appropriation of the Critical Philosophy. Cambridge University Press, Cambridge 2000, ISBN 0-521-78614-2.
- (Hrsg.): The Cambridge Companion to German Idealism. Cambridge University Press, Cambridge 2000, ISBN 0-521-65695-8 (2. Auflage 2017).
- Interpreting Kant’s Critiques. Clarendon Press, Oxford 2003, ISBN 0-19-924731-5.
- Kant and the Historical Turn: Philosophy as Critical Interpretation. Clarendon Press, Oxford 2006, ISBN 0-19-920534-5.
- Kant’s Elliptical Path. Oxford University Press, Oxford 2012, ISBN 978-0-19-969368-9.
- Kantian Subjects. Critical Philosophy and Late Modernity. Oxford University Press, Oxford 2019, ISBN 978-0-19-884185-2.
- Kantian Dignity and its Difficulties. Oxford University Press, Oxford 2024, ISBN 978-0-19-891762-5.